# Der Tagesspiegel

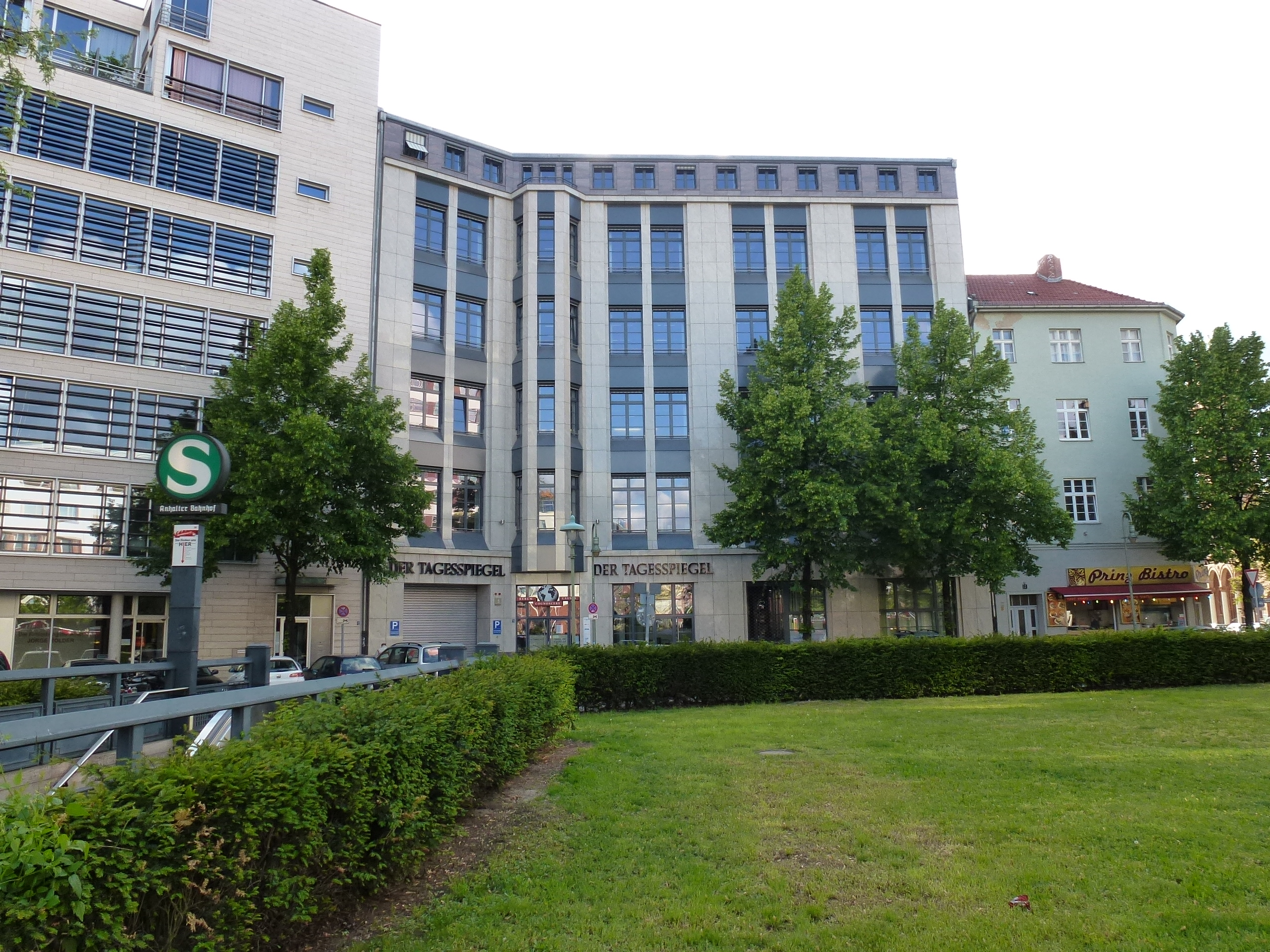
La sede del giornale a Berlino-Kreuzberg

Der Tagesspiegel (letteralmente «Lo specchio quotidiano») è un quotidiano tedesco, con sede a Berlino, fondato nel 1945.

## Storia
Il giornale fu fondato nel 1945 da Erik Reger, Walther Karsch, Heinrich von Schweinichen ed Edwin Redslob nel settore americano di Berlino. Dal 1949, successivamente al blocco di Berlino e alla conseguente divisione della città, ne venne vietata la diffusione nel settore sovietico.
Oggi Der Tagesspiegel è il quotidiano più venduto nella capitale tedesca, avendo tuttavia una diffusione di fatto limitata ai quartieri occidentali.